# Heinrich Gustav Reichenbach
Heinrich Gustav Reichenbach, född 3 januari 1824 i Dresden, död 6 maj 1889 i Hamburg, var en tysk botaniker. Han var son till Ludwig Reichenbach.
Reichenbach blev extra ordinarie professor i botanik vid universitetet i Leipzig 1855 samt föreståndare för botaniska trädgården i Hamburg och professor i naturalhistoria 1863. Han var, liksom fadern, en flitig deskriptiv botanist, företrädesvis inom orkidéerna, och utgav Xenia orchidacea (2 band, 170 tavlor, 1858–1874, band 3 utgivet 1900 av Kraenzlin) med mera samt var faderns medarbetare i det stora verket Icones florae germanicae.
Auktorsnamnet Rchb.f. kan användas för Heinrich Gustav Reichenbach i samband med ett vetenskapligt namn inom botaniken; se Wikipediaartiklar som länkar till auktorsnamnet.